# Assunta Marchetti
Assunta Marchetti (Lombrici di Camaiore, 15 agosto 1871 – São Paulo, 1º luglio 1948) è stata una religiosa italiana, missionaria in Brasile e cofondatrice, insieme con il fratello Giuseppe Marchetti, della congregazione delle suore scalabriniane per i migranti.
È stata proclamata beata per decreto di papa Francesco nel 2014.

## Biografia
Suo fratello Giuseppe, sacerdote aggregato alla congregazione dei Missionari di San Carlo, era cappellano di bordo sulle navi che trasportavano gli emigranti italiani e, durante il suo secondo viaggio, decise di fondare a São Paulo l'orfanotrofio "Cristoforo Colombo" per i figli degli italiani morti durante il viaggio o sul lavoro.

## Fondatrice
Nel 1895 Assunta seguì il fratello in Brasile per dedicarsi alla cura dei bambini nell'orfanotrofio e, su invito di Giuseppe, si consacrò al servizio degli emigrati italiani divenendo la prima religiosa di quella che divenne la congregazione delle Suore missionarie di San Carlo Borromeo (Scalabriniane), ramo femminile dei Missionari di San Carlo.
Il 25 ottobre 1895 a Piacenza, insieme con la madre e altre due compagne, emise i voti nelle mani del vescovo Giovanni Battista Scalabrini, dando formalmente inizio all'istituto.
Fu superiora generale della congregazione dal 1912 al 1918 e dal 1927 al 1935.

## Processo di canonizzazione
Il processo diocesano per la causa di beatificazione della Marchetti si aprì a San Paolo nel 1999 e si concluse nel 2000. Il 19 dicembre 2011 papa Benedetto XVI autorizzò la promulgazione del decreto sull'eroicità delle virtù della religiosa, alla quale fu riconosciuto il titolo di venerabile.
Il 9 ottobre 2013 papa Francesco ha autorizzato la promulgazione del decreto che riconosceva l'autenticità di un miracolo attribuito all'intercessione della Marchetti (la guarigione, avvenuta nel 1994, di un paziente dell'ospedale Mãe de Deus di Porto Alegre), consentendone la beatificazione.
Il rito di beatificazione, presieduto dal cardinale Angelo Amato, si è celebrato nella cattedrale metropolitana di Nossa Senhora da Assunção a São Paulo il 25 ottobre 2014.